# زالسوو (سرزمین آلتای)
زالسوو (به لاتین: Zalesovo) یک منطقهٔ مسکونی در روسیه است که در سرزمین آلتای واقع شده‌است.